# Dieter Dost
Dieter Dost, auch Dido, (* 12. September 1936 in Berlin; † 16. März 2006 ebenda) war ein deutscher Schauspieler und erzielte als Komparse mit seiner Physiognomie (gedrungen, kleinwüchsig) und seiner markanten, von Berliner Dialekt geprägten Mundart einen überdurchschnittlichen Wiedererkennungswert.

## Werdegang
Nachdem er sich längere Zeit bei der Fremdenlegion verdingte und dort Persisch lernte, ergriff er den Beruf des Stuntman. Später konnte man ihn zunächst als tragische Figur in Projektarbeiten von Filmhochschülern sehen, Schauspielunterricht nahm er bei Ida Ehre und Gert Fröbe. Dost war zu sehen in zahlreichen Kleinstrollen deutschen Kino- und TV-Produktionen wie Abwärts (1984 mit Götz George), Rosa von Praunheims Anita – Tänze des Lasters (1987), mehreren „Otto“-Filmen (1987, 1992 mit Otto Waalkes), Wir können auch anders … (1993 von Detlev Buck), Krimiserien (Tatort) oder Klamaukfilmen und Komödien wie Superstau (1991) oder Ein Hund, zwei Koffer und die ganz große Liebe (2005). Fans des Kultfilms Staplerfahrer Klaus – Der erste Arbeitstag (2000) kennen ihn als „Halbierten Herbert“.
Im März 2006 starb Dost im Alter von 69 Jahren. Er hinterließ eine Ehefrau und 4 Kinder.

## Berliner Kabelfernsehen und Didos Musikshow
In den Anfangszeiten des Berliner Kabelfernsehens („Pilotprojekt Kabel“) war Dieter Dost regelmäßiger Laiendarsteller in einer Sketchsendung („Künstler TV“), die zunächst im damaligen Mischkanal (heute Spreekanal), später im Offenen Kanal zu sehen war und unter frühen Kabelanschlussinhabern als Kult-Trash galt.
Regionalen Kultstatus erlangte er selbst spätestens mit seiner eigenen Sendung „Didos Musikshow“, in der er seit Ende der 1980er Jahre mehr oder weniger regelmäßig jeden vor Kamera und Mikrofon ließ, der von Dost (oder von sich selbst) als in irgendeiner Form für künstlerisch begabt befunden wurde; nicht selten bestritten Angehörige seiner nach eigenen Angaben großen Familie einen großen Teil der Auftritte. Allerdings verirren sich immer wieder auch mehr oder weniger professionelle Künstler in die Show, meist aus dem Folklore- oder Schlagerbereich, was Dost mit besonderem Stolz gerne hervorhob. Die Sendungen produzierte Dost mit Hilfe freiwilliger Helfer – in deren Kreis die typische Dost-Nachricht „kommenden Sonnabend ist Sendung, da brauche ich dich; wenn du nicht kannst, sag bitte ab“ schnell zu einem geflügelten Wort wurde – in den Räumen des Offenen Kanals. Die aus der Laienproduktion häufig entstandene unfreiwillige Komik bescherte ihm außerdem bundesweite Bekanntheit, als Stefan Raab auf Dost und seine Sendung aufmerksam wurde, ihn am 4. Oktober 1999 als Gast in seine Show einlud und ihm dort eine Trophäe („Raab der Woche“) verlieh.

## Filmografie (Auswahl)
- 1984: Abwärts
- 1987: Otto – Der neue Film
- 1987: Anita – Tänze des Lasters
- 1987: Helsinki-Napoli – All Night Long
- 1988: Vatanyolu – Die Heimreise
- 1990: Bei mir liegen Sie richtig
- 1992: Otto – Der Liebesfilm
- 1992: Der Erdnußmann
- 1993: Wir können auch anders …
- 1995: Prinz zu entsorgen
- 1996: Der kalte Finger
- 2000: Staplerfahrer Klaus – Der erste Arbeitstag
- 2001: In den Tag hinein
- 2001: Tatort: Berliner Bärchen (Fernsehreihe)
- 2002: Tatort: Zahltag
- 2002: Das beste Stück
- 2004: Muxmäuschenstill
- 2004: Tatort: Der vierte Mann
- 2005: Ein Hund, zwei Koffer und die ganz große Liebe
- 2005: Tatort: Todesbrücke
- 2005: Schloss Einstein